# 1899
1899 (MDCCCXCIX) a fost un an obișnuit al calendarului gregorian, care a început într-o zi de duminică.
 

## Evenimente

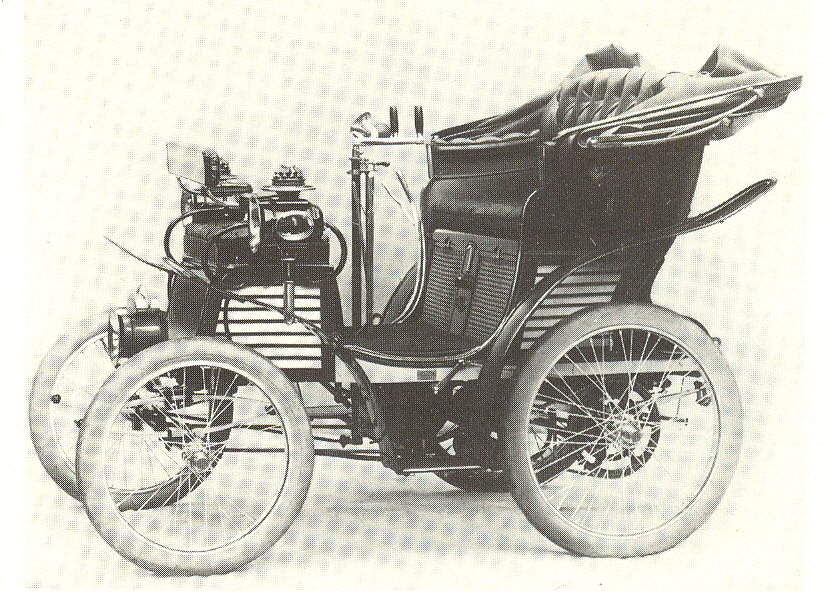
11 iulie: Înființarea automobilului Fiat.

### Martie
- 6 martie: Chimistul german, Felix Hoffmann, patentează aspirina.
- 30 martie: Demisia guvernului D.A. Strurdza.

### Aprilie
- 11 aprilie: Învestirea guvernului condus de George Gr. Cantacuzino.

### Mai
- 3 mai: Se înființează Ferencváros Torna Club, cel mai titrat club din Ungaria.
- 18 mai: Convenția de la Haga. A fost cerută de Rusia pentru a stabili Legile războiului și reducerea cursei înarmării.

### Iunie
- 25 iunie: Are loc prima partidă de fotbal pe teritoriul României, între elevii Liceului Piarist conduși de profesorul de gimnastică Carol Müller.

### Iulie
- 11 iulie: Se înființează, în Italia, fabrica de automobile Fiat, de către Giovanni Agnelli și alți asociați de-ai săi.
- 24 iulie: Este pus în funcțiune, la Timișoara, primul tramvai electric de pe teritoriul României.

### Octombrie
- 11 octombrie: Începutul celui de-Al Doilea Război al Burilor în Africa de Sud între Marea Britanie și buri (Republica Africană de Sud (Transvaal) și Statul Liber Orange), (1899-1902). Prin Pacea de la Vereeniging, burii au acceptat înfrângerea.

### Decembrie
- 27 decembrie: Principesa Maria pleacă la Coburg, Germania, unde o va naște în data de 6 ianuarie 1900, pe Maria (Mignon), cel de-al treilea copil al cuplului regal, Ferdinand-Maria.

### Nedatate
- A fost deschisă Grădina zoologică din Bronx, New York, având o suprafață de 107 ha.
- Bayer introduce aspirina în Germania.
- NEC Corp. (Nippon Electric Company). Important producător japonez de calculatoare, electronice și echipamente de telecomunicații.
- Prima utilizare a cuvântului „automobil" a apărut într-un editorial din New York Times.
- Se dărâmă o parte din fortificațiile cetății Timișoara.

## Arte, științe, literatură și filozofie
- Apare Istoria Bucureșcilor a lui Gheorghe Ionescu-Gion.
- George Bacovia debutează în revista Literatorul, din București, cu poezia Și toate, sub semnătura V. George.
- Premiera piesei istorice Cezar și Cleopatra, de George Bernard Shaw.

## Nașteri

### Ianuarie
- 12 ianuarie: Paul Hermann Müller, chimist elvețian, laureat al Premiului Nobel (d. 1965)
- 17 ianuarie: Al Capone (Alphonse Capone), gangster american (d. 1947)
- 23 ianuarie: Eugen Aburel, medic român (d. 1975)
- 27 ianuarie: Béla Guttmann, fotbalist și antrenor maghiar de etnie evreiască (d. 1981)

### Februarie
- 12 februarie: Isac Peltz, scriitor român (d. 1980)
- 13 februarie: Miyamoto Yuriko, scriitoare japoneză (d. 1951)
- 23 februarie: Erich Kästner, poet german (d. 1974)

### Martie

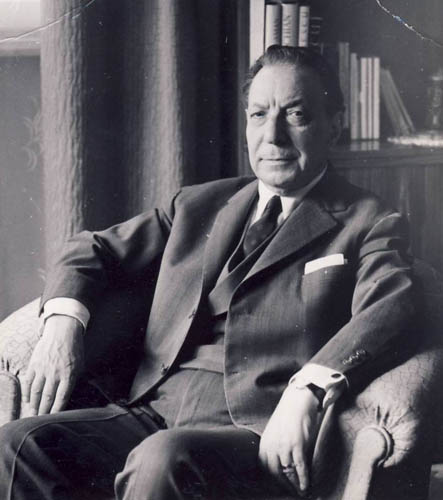
Ion Finteșteanu, actor român
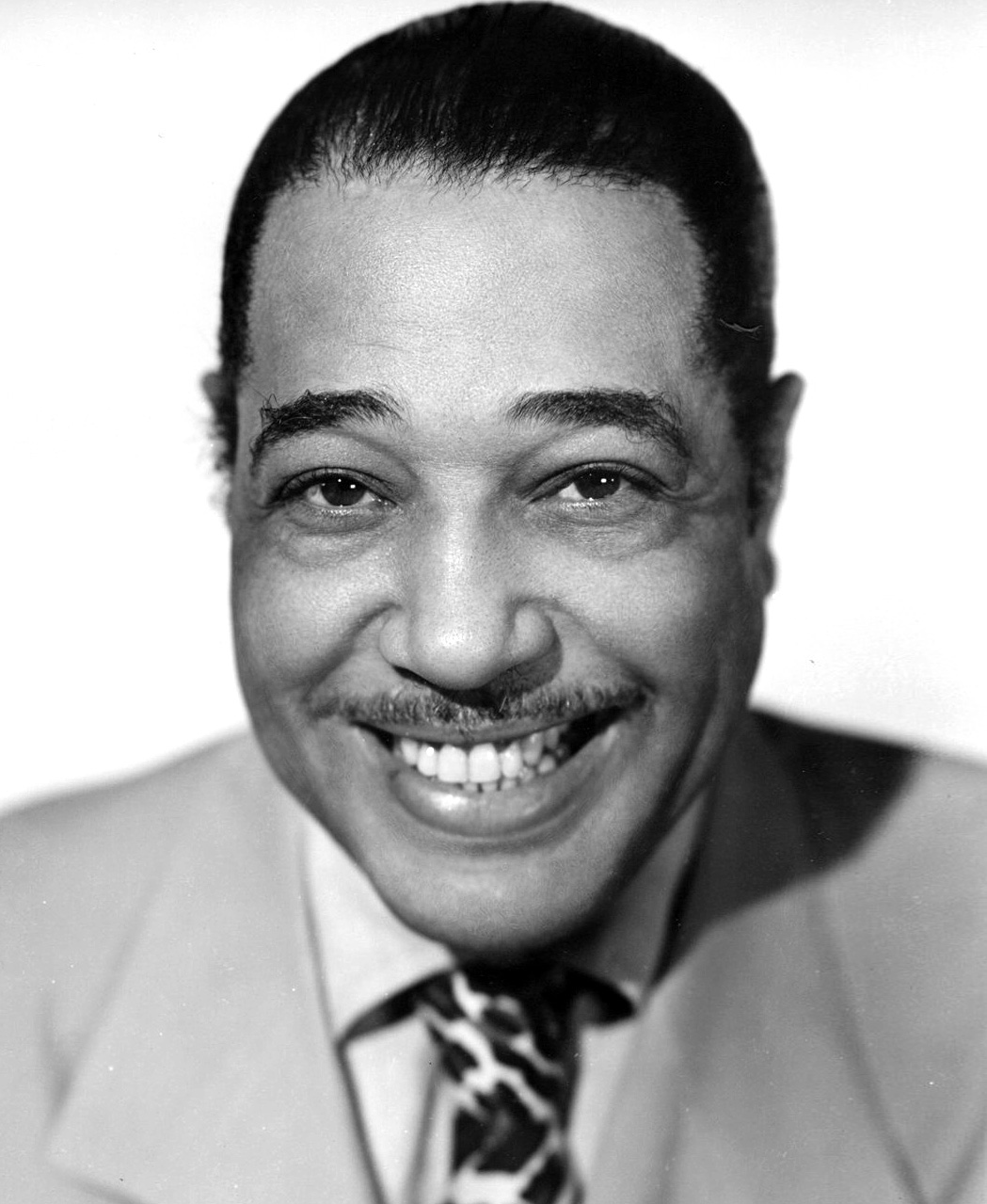
Duke Ellington, muzician american de jazz
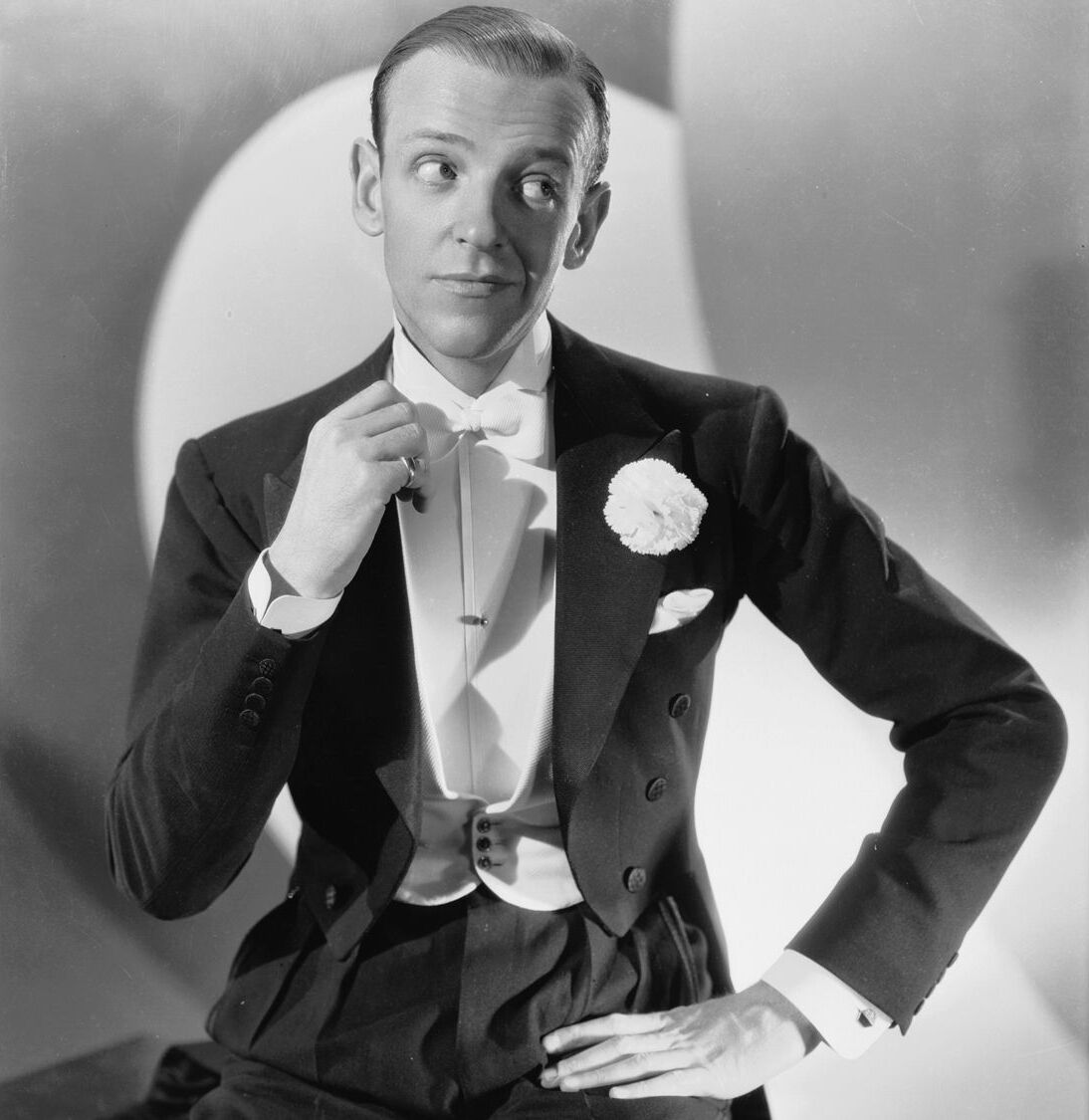
Fred Astaire, cântăreț, dansator, actor american
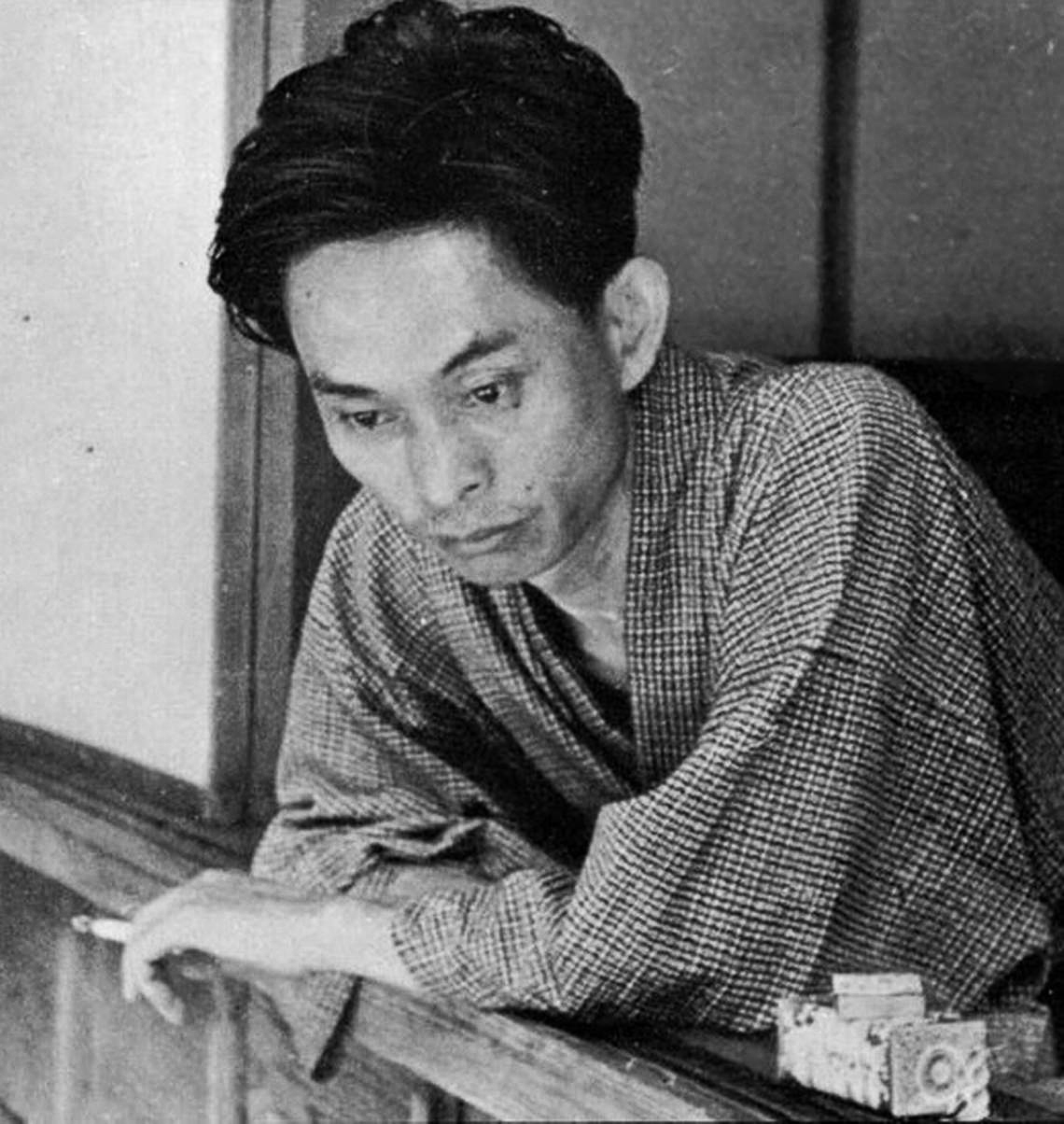
Yasunari Kawabata, romancier japonez, laureat al Premiului Nobel

- 11 martie: Regele Frederick al IX-lea al Danemarcei (d. 1972)
- 18 martie: Ion Finteșteanu, actor român de film și teatru (d. 1984)
- 27 martie: Gloria Swanson, actriță americană de film (d. 1983)
- 29 martie: Lavrenti Pavlovici Beria, om politic sovietic și director al serviciilor secrete sovietice (NKVD), (d. 1953)

### Aprilie
- 12 aprilie: Tudor Teodorescu-Braniște, scriitor român (d. 1969)
- 22 aprilie: Vladimir Nabokov, scriitor american de etnie rusă (d. 1977)
- 29 aprilie: Duke Ellington (Edward Kennedy Ellington), muzician american de jazz (d. 1974)

### Mai
- 10 mai: Fred Astaire (n. Frederick Austerlitz), dansator și cântăreț american, interpret de scenă și film (d. 1987)
- 24 mai: Henri Michaux, poet, scriitor și pictor francez (d. 1984)

### Iunie

George Călinescu, critic, istoric literar și scriitor român
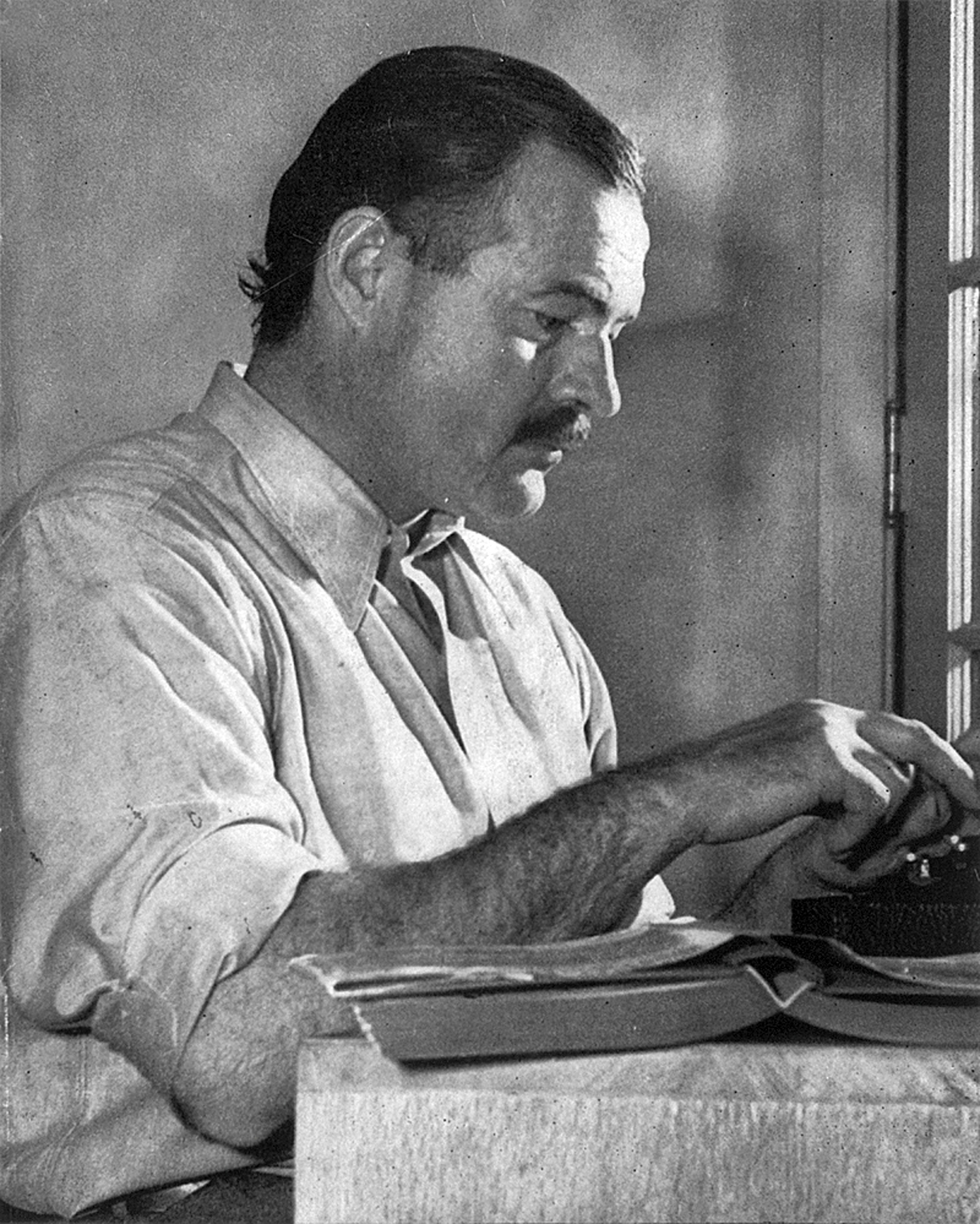
Ernest Hemingway, scriitor american, laureat al Premiului Nobel
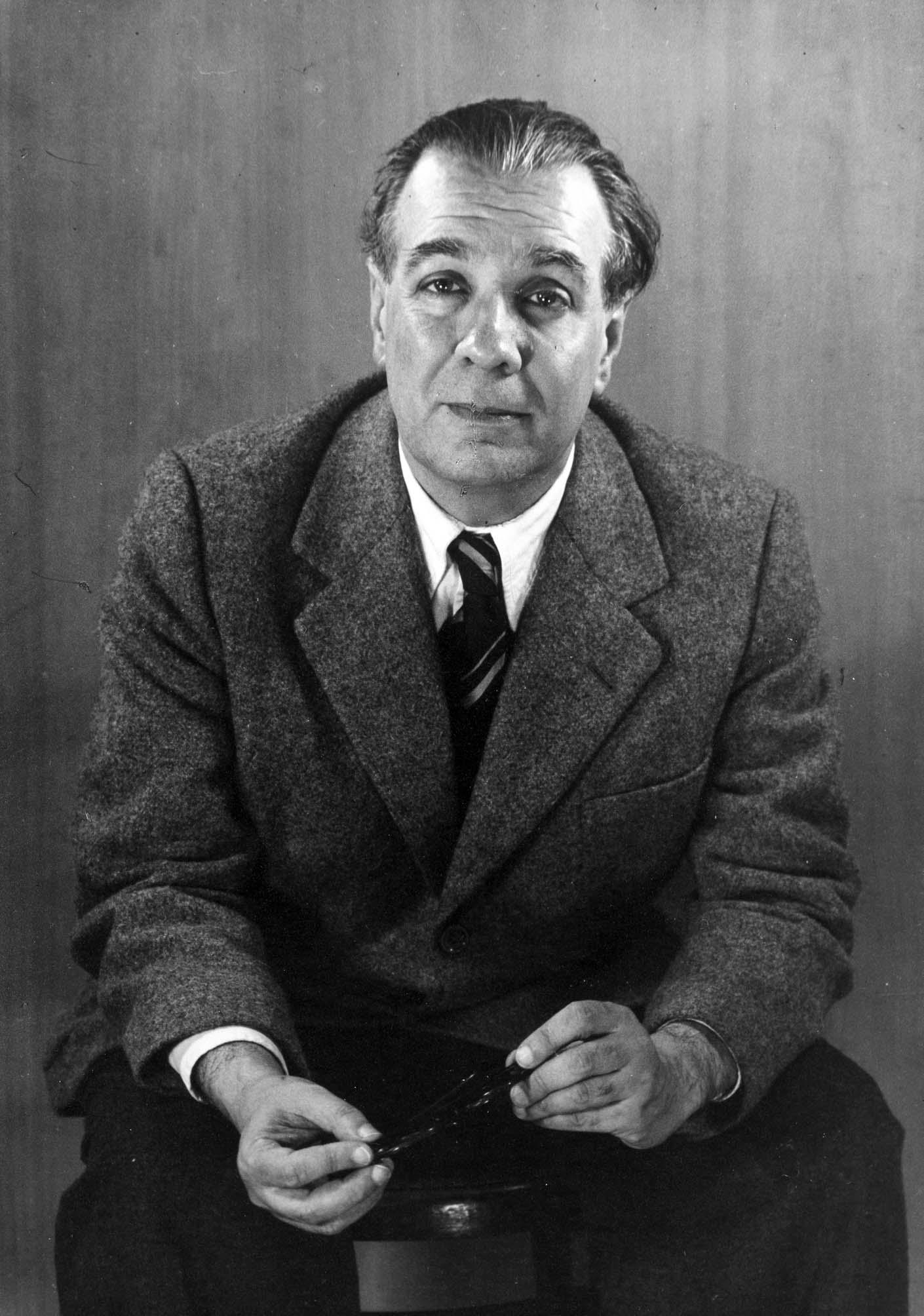
Jorge Luis Borges, scriitor argentinian
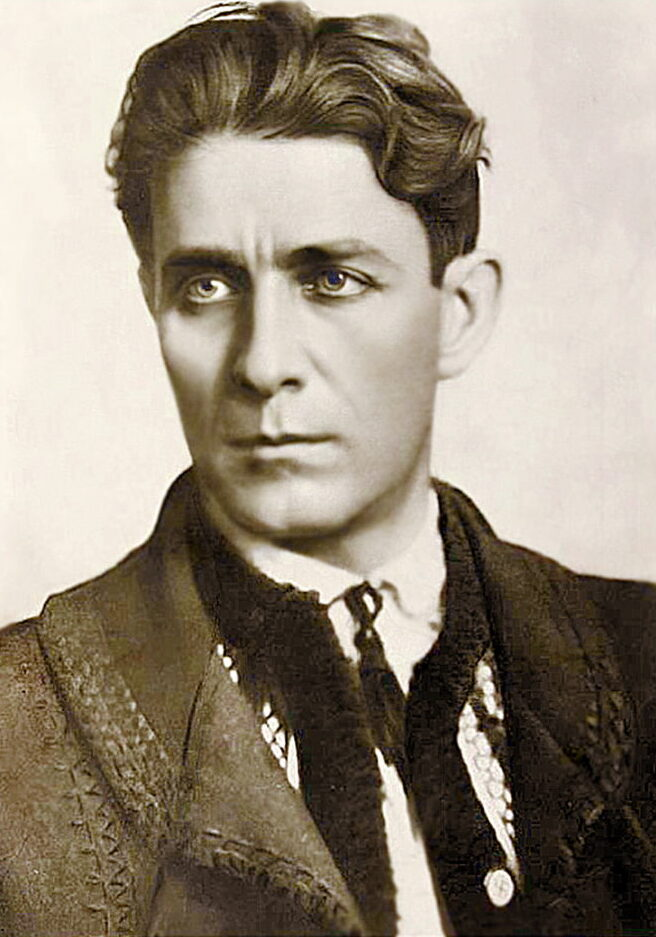
Corneliu Zelea Codreanu, politician român, liderul și fondatorul Gărzii de Fier

- 6 iunie: Franz Liebhard (n. Robert Reiter), poet român (d. 1989)
- 11 iunie: Yasunari Kawabata, romancier japonez, laureat al Premiului Nobel (1968), (d. 1972)
- 19 iunie: George Călinescu, critic, istoric literar, scriitor și publicist român, membru al Academiei Române (d. 1965)
- 25 iunie: Prințesa Margareta a Suediei (d. 1977)
- 26 iunie: Marea Ducesă Maria Nicolaevna a Rusiei (d. 1918)

### Iulie
- 7 iulie: George Cukor (George Dewey Cukor), regizor american de film (d. 1983)
- 14 iulie: Vasile Aftenie, episcop român (d. 1950)
- 17 iulie: James Cagney (James Francis Cagney), actor american de film (d. 1986)
- 21 iulie: Ernest Hemingway (Ernest Miller Hemingway), scriitor american, laureat al Premiului Nobel (1954), d. 1961)
- 23 iulie: Gustav Heinemann (Gustav Walter Heinemann), politician german, al 3-lea președinte al Germaniei de Vest (d. 1976)
- 28 iulie: Alice Cocéa, actriță franceză de etnie română, mătușa actriței Dina Cocea (d. 1970)

### August
- 13 august: Alfred Hitchcock (Alfred Joseph Hitchcock), regizor și actor britanic (d. 1980)
- 24 august: Jorge Luis Borges, scriitor argentinian (d. 1986)
- 24 august: Albert Claude, biolog belgian, laureat al Premiului Nobel (1974), (d. 1983)
- 28 august: Charles Boyer, actor american de etnie franceză (d. 1978)

### Septembrie
- 13 septembrie: Corneliu Zelea Codreanu, politician român, liderul și fondatorul Gărzii de Fier (d. 1938)

### Octombrie
- 7 octombrie: Antoinette, Prințesă Moștenitoare a Bavariei (n. Antoinette Roberte Sophie Wilhelmine), (d. 1954)
- 19 octombrie: Miguel Ángel Asturias, scriitor și diplomat guatemalez (d. 1974)

### Noiembrie
- 9 noiembrie: Gheorghe Ștefan, istoric și arheolog român, membru corespondent al Academiei Române (d. 1980)
- 29 noiembrie: Emma Morano (Emma Martina Luigia Morano), supercentenară italiană, deținătoare a titlului de cea mai în vârstă persoană din lume (d. 2017)

### Decembrie
- 25 decembrie: Humphrey Bogart (Humphrey DeForest Bogart), actor american de film (d. 1957)

## Decese
- 29 ianuarie: Alfred Sisley, 59 ani, pictor impresionist englez (n. 1839)
- 31 ianuarie: Maria-Luiza de Bourbon-Parma (n. Maria Luisa Pia Teresa Anna Ferdinanda Francesca Antonietta Margherita Giuseppina Carolina Bianca Lucia Apollonia), 29 ani, prințesă a Bulgariei (n. 1870)
- 6 februarie: Alfred, Prinț de Saxa-Coburg și Gotha (n. Alfred Alexander William Ernest Albert), 24 ani, fratele Reginei Maria a României (n. 1874)
- 16 februarie: Félix Faure (Félix François Faure), 58 ani, președinte al Franței (1895-1899), (n. 1841)
- 18 februarie: Maria Immaculata de Bourbon-Două Sicilii (n. Maria Immacolata Clementina), 54 ani (n. 1844)

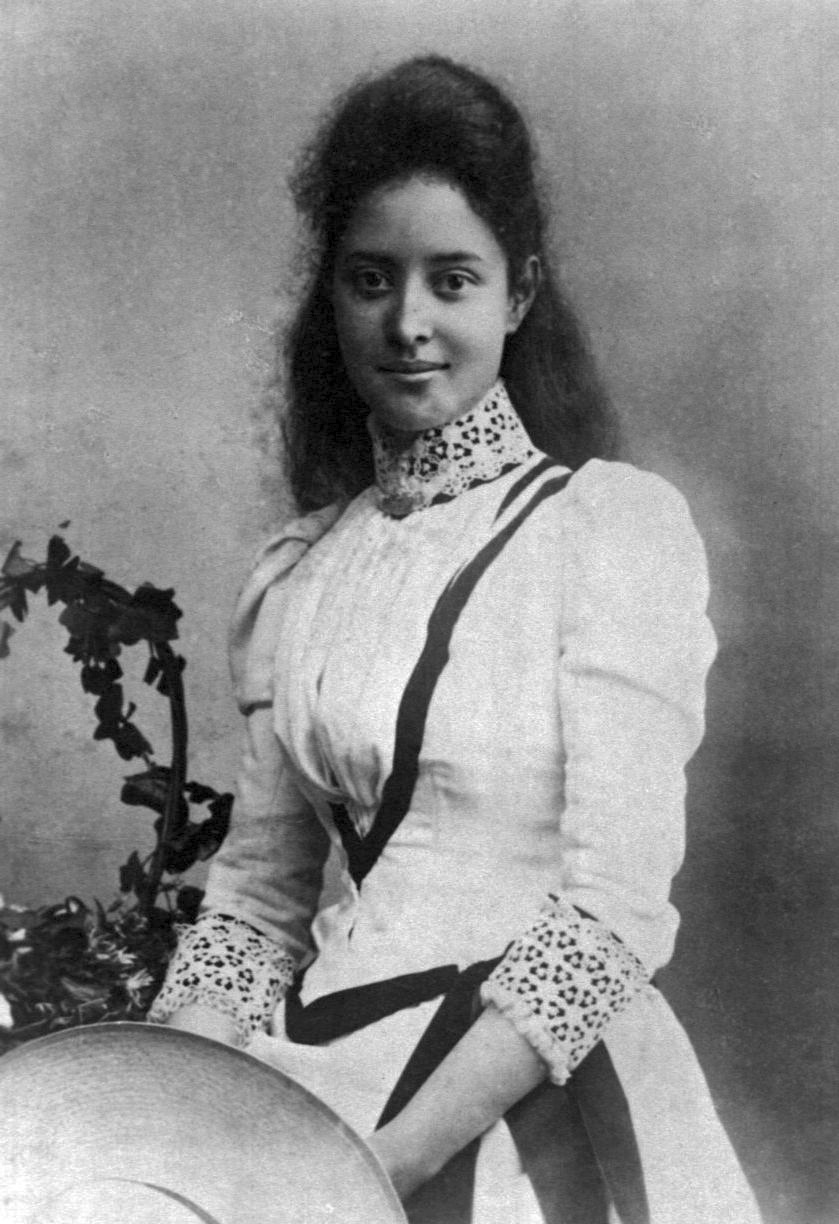
Prințesa Kaʻiulani, prințesă moștenitoare a insulelor Hawaiene
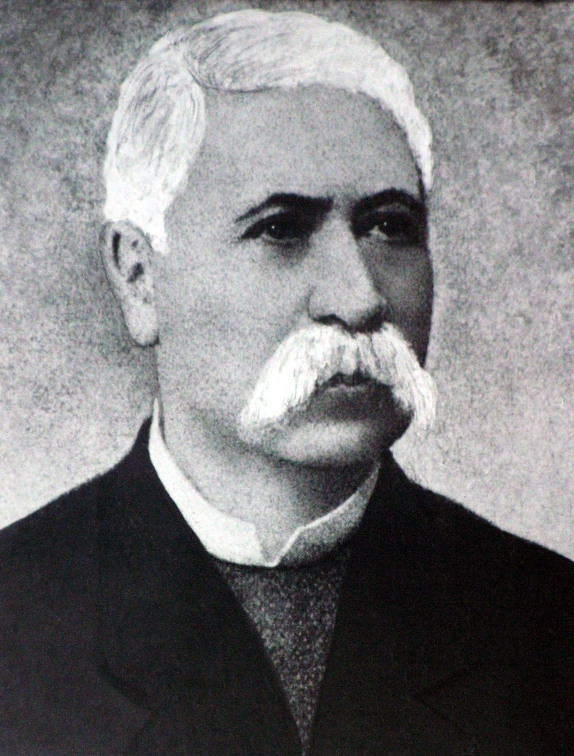
Lascăr Catargiu, politician român, prim-ministru al Principatelor Unite și al Regatului României
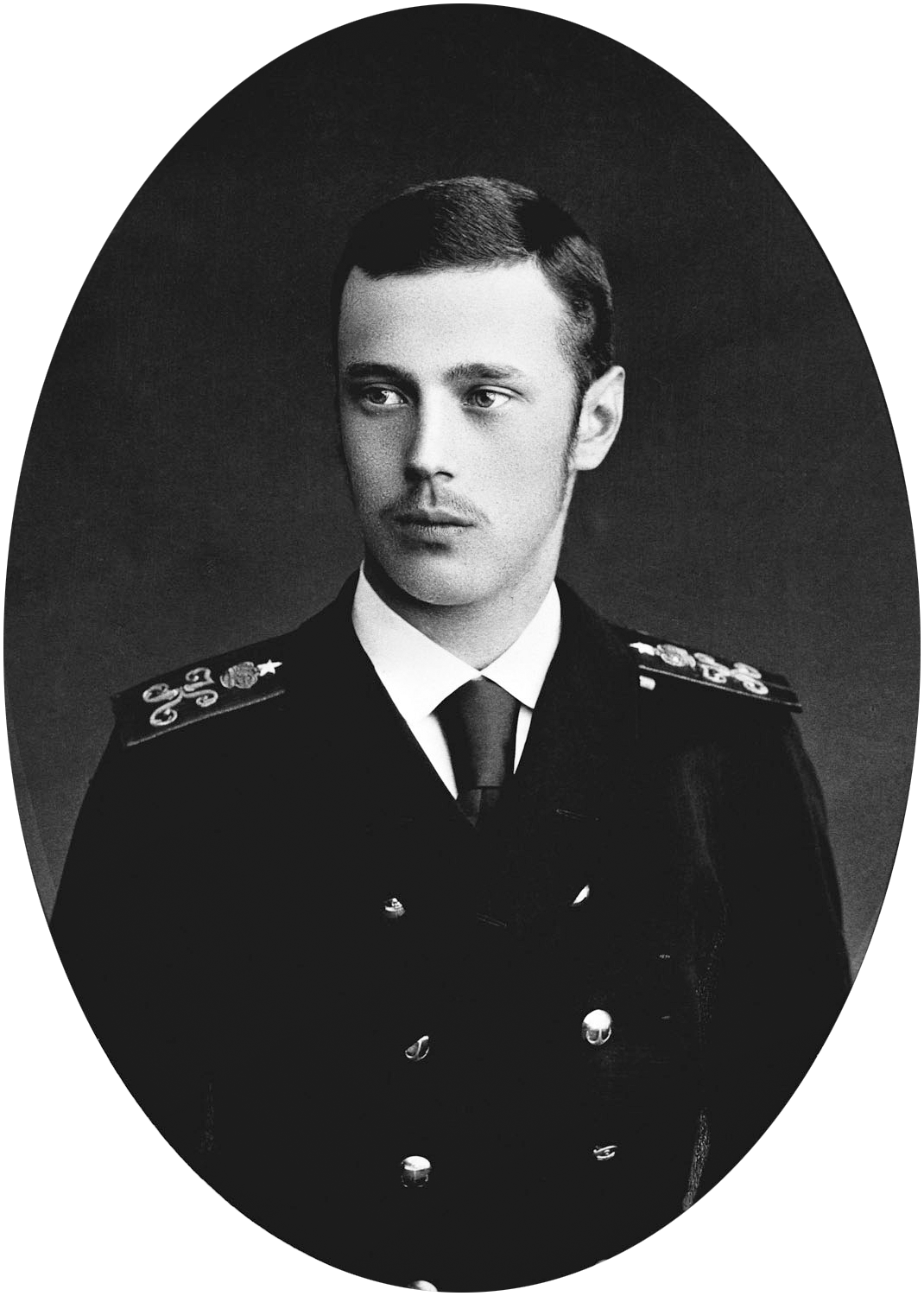
Marele Duce George Alexandrovici al Rusiei, fratele Țarului Nicolae al II-lea al Rusiei
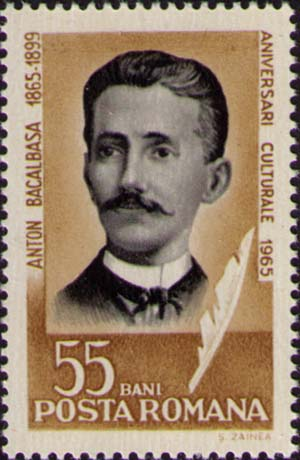
Anton Bacalbașa, ziarist și prozator român

- 6 martie: Prințesa Kaʻiulani (n. Victoria Kaʻiulani Kalaninuiahilapalapa Kawēkiu i Lunalilo Cleghorn), 23 ani, prințesă moștenitoare a insulelor Hawaiene (n. 1875)
- 30 martie: Lascăr Catargiu (aka Lascăr Catargi), 75 ani, politician român, prim-ministru al Principatelor Unite și al Regatului României (1866, 1871-1876 și 1889-1895), (n. 1823)
- 17 aprilie: Alexandru Petrino, politician și patriot român, deputat în Dieta Bucovinei și în Consiliul Imperial Austriac, Ministru al Agriculturii al Imperiului Austriac (n. 1824)
- 3 iunie: Johann Strauss, Jr. (Johann Baptist Strauss), 73 ani, compozitor austriac (n. 1825)
- 9 august: Marele Duce George Alexandrovici al Rusiei, 28 ani, fratele Țarului Nicolae al II-lea al Rusiei (n. 1871)
- 1 octombrie: Anton Bacalbașa, 34 ani, ziarist și prozator român (n. 1865)
- 23 octombrie: Natalia Ghica, 63 ani, fiica domnitorului Grigore Alexandru Ghica (n. 1835)